# 一品雞煲火鍋
一品雞煲火鍋是香港一間連鎖火鍋餐廳品牌，成立於2011年，共有７間分店。
2011年6月，一品雞煲火鍋首間店舖在荃灣眾安街開業。
2019年至2020年，一品雞煲火鍋的母公司「一品發展集團」曾三度申請在香港交易所上市，但都失敗告終。
2024年12月，一品發展集團向美國證券交易委員會提交上市申請，申請在納斯達克交易所上市，上市編號是（NASDAQ：HPOT），招股價介乎4至6美元，集資800萬至1200萬美元。以招股價中位數計算，公司市值約1.03億美元。

## 外部連結
- 一品雞煲火鍋 （页面存档备份，存于）